# Gare de Courcy - Brimont
Gare de Courcy - Brimont vasútállomás Franciaországban, Courcy településen.

## Vasútvonalak
Az állomást az alábbi vasútvonalak érintik:
- Reims-Laon-vasútvonal

## Kapcsolódó állomások
A vasútállomáshoz az alábbi állomások vannak a legközelebb:
- Gare de Reims
- Gare de Loivre